# كأس السوبر اللاتفي
كأس السوبر اللاتفي (باللاتفية: Latvijas Superkauss futbolā) هي بطولة في رياضة كرة القدم من قبل اتحاد لاتفيا لكرة القدم، وهي عبارة عن مباراة واحدة تكون بين بطل الدوري اللاتفي الممتاز والفائز ببطولة كأس لاتفيا. وتلعب المباراة قبل بداية الموسم.
ولعبت البطولة لأول مرة في عام 2013 وفاز بها نادي داوغافا بعد فوزه على نادي سكونتو بأربعة أهداف مقابل هدف. علقت البطولة منذ 2014. قال اتحاد كرة القدم في لاتفيا في يونيو 2020 إنه يخطط لإحياء المنافسة وأطلق عليها اسم المدرب الراحل يانيس سكريديليس.

## الابطال
| علامة الخنجرية | Winner won after وقت إضافي       |
| §              | Winner by هدف ذهبي               |
| *              | Winner of الدوري اللاتفي الممتاز |
| double-dagger  | Winner of كأس لاتفيا             |

| السنة     | البطل                 | النتيجة               | الوصيف                | الملعب                | المدينة               | الحضور                |
| --------- | --------------------- | --------------------- | --------------------- | --------------------- | --------------------- | --------------------- |
| 2013      | Daugava*              | 4–1                   | Skonto                | Celtnieks Stadium     | داوغافبيلس            | 600                   |
| 2014      | فنتسبليس              | -                     | سكونتو                | الغيت المباراة        | -                     | -                     |
| 2015–2020 | Competition suspended | Competition suspended | Competition suspended | Competition suspended | Competition suspended | Competition suspended |